# Beurgeoisie
La beurgeoisie (pronunciación en francés: /bœʁ.ʒwa.zi/) es un neologismo del idioma francés, acrónimo formado a partir de las palabras beur ('magrebí') y bourgeoisie ('burguesía'), que se refiere a la élite social francesa cuyos orígenes están en la inmigración norteafricana. La persona que forma parte de la beurgeoisie se denomina beurgeois. Particularmente se refiere a los musulmanes, ya que el término no abarca a los inmigrantes norteafricanos judíos o cristianos (pied-noirs). La beurgeoisie está formada por «inmigrantes y sus hijos que han tenido éxito en su vida profesional». Este ascenso social a través del trabajo designa, por tanto, principalmente a los hijos o nietos de los trabajadores magrebíes que han logrado ascender al nivel de la clase media-alta de la sociedad. La palabra fue por primera vez registrada por la investigadora Catherine Wihtol de Wenden y deriva del término coloquial beur, un verlán de arabe, es decir, inmigrantes árabes (magrebíes) o bien sus hijos, ya nacidos en Francia.
En 1997, el historietista franco-argelino Farid Boudjellal publicó el cómic de humor Le Beurgeois, cuyo personaje principal, "Mouloud Benbelek", es un beur que se ha hecho rico.

## Personas notables
Algunos beurs considerados como parte de la beurgeois son:
- Kader Arif
- Yamina Benguigui
- Farid Boudjellal
- Mourad Boudjellal
- Rachida Dati
- Jamel Debbouze
- Alexandre Djouhri
- Farid Dms Debah
- Myriam El Khomri
- Ramzi Khiroun
- Kamel Mennour
- Salima Saa
- Najat Vallaud-Belkacem
- Mohammed Hosni